# Uranophora iridis
Uranophora iridis là một loài bướm đêm thuộc phân họ Arctiinae, họ Erebidae.